# ベルトラムカ

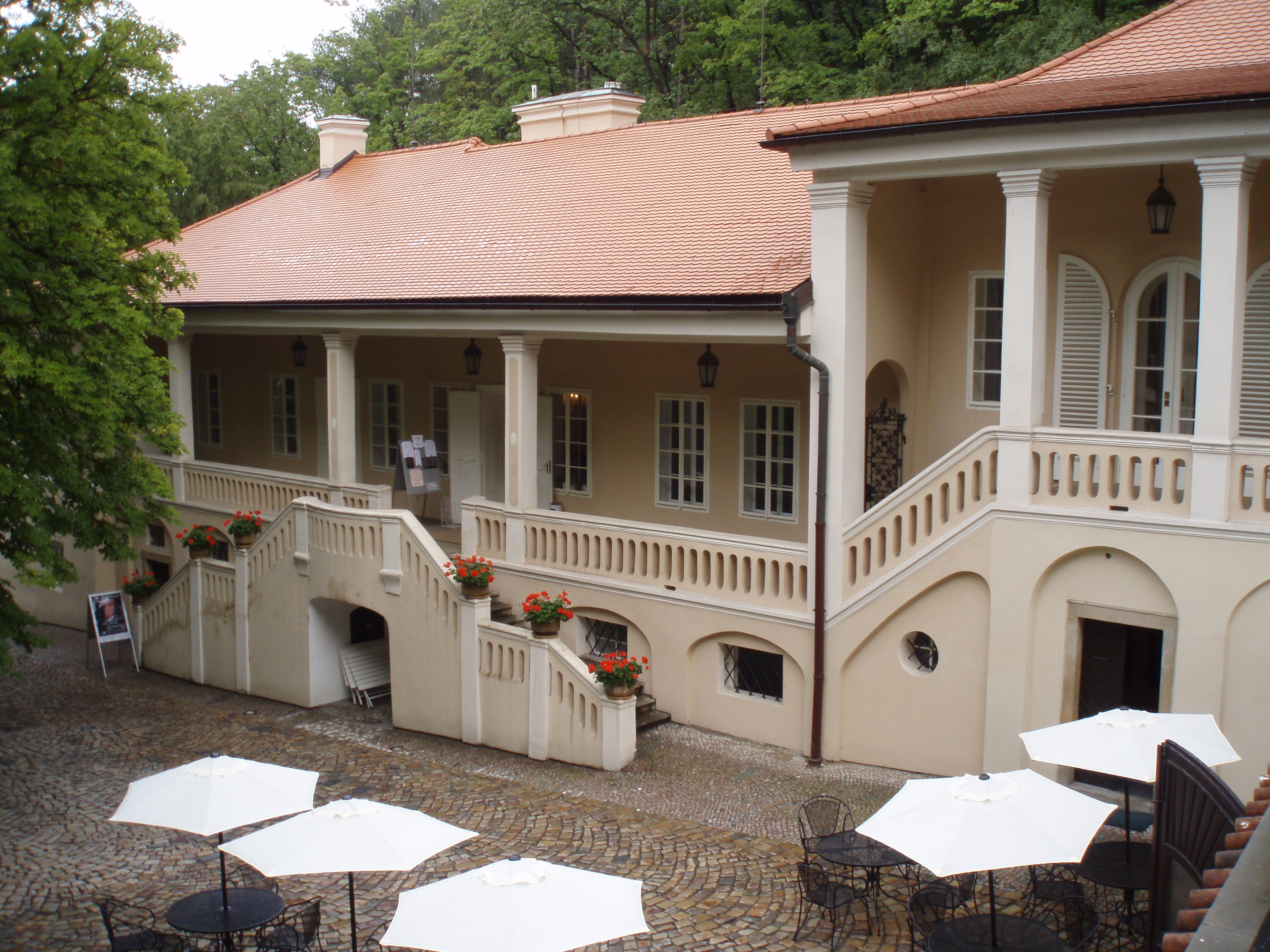

ベルトラムカ(Bertramka)は、チェコはプラハにあるチェコの音楽家フランティシェク・クサヴェル・デュシェックの旧邸宅で、現在博物館となっている建物である。この建物が名を知られ保存されているのはモーツァルトが滞在していた歴史があるためである。

## 概要
ベルトラムカはプラハに居住する貴族の別荘として、当時の城壁の外側、郊外に建てられた邸宅である。双翼の館に農園が付随したもので、近世の豊かな貴族や商人はこのような別荘を持っていることが多かった。ベルトラムカという名はかつての所有者ベルトラムスカーに由来するという。

## モーツァルト
18世紀後半にこの館の所有者であったフランティシェク・クサヴェル・デュシェックとヨーゼファ・ドゥシュコヴァーの夫婦はともに音楽家で、この別荘に仲間の音楽家を招くのが常であり、「ドン・ジョヴァンニ」制作のためにプラハにやってきたモーツァルトもここに招かれ、制作に専念することができた。プラハの街中の宿で期限の迫った作品制作に苦しんでいたモーツァルトにとってこれはありがたいことだった。
レオポルト2世のベーメン王即位に際しても、モーツァルトはここに滞在して祝典用のオペラ・セリア「皇帝ティートの慈悲」を制作したと考えられている。またヨーゼファのためにアリアを複数制作している。
チェコの人々は生前からプラハで人気のあったモーツァルトをオーストリアの人々に負けず劣らず自分たちに深い関係のある偉人と考えており、この館もモーツァルト生誕200周年を記念して博物館となった。

## 現在
フランティシェク・クサヴェル・デュシェックゆかりの施設として公開されている．2009年11月1日をもってモーツァルト関係の展示はなくなったが、現在は再開されている。